# Strasbourška astronomska ura
Strasbourška astronomska ura je v stolnici Notre-Dame v Strasbourgu v Alzaciji v Franciji. To je tretja ura na tem mestu in je iz obdobja francoske posesti mesta (1681–1870). Prva ura je bila zgrajena v 14. stoletju, druga v 16. stoletju, ko je bil Strasbourg svobodno cesarsko mesto Svetega rimskega cesarstva.
Sedanja, tretja ura, je iz leta 1843. Njene glavne značilnosti so poleg avtomatov večni koledar (skupaj z izračunavanjem /computus/), mehanski model sončnega sistema (angleško orrery) (planetarna številčnica) s prikazom realnega položaja Sonca in Lune ter njunega mrka. Glavna zanimivost je procesija 18 palcev visokih figur Kristusa in apostolov, ki se vidi vsak dan ob 12.30, ko petelin, ki je v naravni velikosti, trikrat zapoje. 

## Ura

### Prva ura
Prva astronomska ura v strasbourški stolnici je bila nameščena med  letoma 1352 in 1354 proti južnemu transeptu. Ime izdelovalca ni znano. Ta ura je bila znana kot "ura treh kraljev" in je imela več mehanizmov. Eden je bil pozlačen petelin, pozneje ponovno uporabljen v drugi uri, ki je zdaj del zbirke v Muzeju dekorativnih umetnosti in je najstarejši ohranjen avtomat na svetu.  Ta ptica, simbol Kristusovega pasijona, je narejena iz železa, bakra in lesa. Opoldne je zamahnila s krili in razširila svoji krili. Odprla je tudi kljun, pomolila ven svoj jezik in s pomočjo meha in trstike zapela. V zgornjem predelu pri dvanajstici so se ob zvokih majhnega zvončka devici Mariji in otroku Kristusu priklonili trije kralji.
Ura je gotovo imela astronomsko številčnico in koledar. Stala je na steni nasproti sedanje ure,  po stopnišču pa je bila dostopna do različnih ravni. Podpora pri prejšnjem balkonu je še danes vidna in kaže, da je bila višina ure približno 18 m, širina približno 7,70 m pri tleh. Na dnu pobarvana figura zodiakalnega človeka je prikazovala razmerje med znaki horoskopa in deli človeškega telesa.
Na steni je vgraviran velik krog, vendar pa ni ostanek prve ure. Dodan je bil pozneje iz nepojasnjenega razloga.
Celotna konstrukcija je bila razstavljena v letih 1572–74, ko je bila druga in celo bolj velikopotezna ura nameščena na nasprotni steni južnega transepta.

### Druga ura
Prva ura je prenehala delovati, zato so v 16. stoletju začeli izdelovati novo. Zasnoval jo je matematik Christian Herlin. Okoli leta 1547 sta bili zgrajeni kamnito ohišje in stopnišče, nato pa številčnica in železen okvir. Delo se je ustavilo zaradi različnih političnih težav – stolnica je postala katoliška, pa tudi zaradi Herlinove smrti in njegovih sodelavcev.
Delo se je ponovno začelo leta 1571. Prevzel ga je Conrad Dasypodius, učenec in Herlinov naslednik. Sodelovali so švicarska urarska mojstra Isaac Habrecht in Josia Habrecht, astronom in glasbenik David Wolckenstein ter švicarska umetnika Tobias Stimmer in njegov brat Josias. Ura je bila končana leta 1574.
Ta ura je bila izjemna po zahtevnosti astronomske naprave, vrsti in bogastvu okraskov in dodatkov, tudi po mnogih številčnicah in kazalcih – koledarska številčnica, astrolab, kazalnik planetov in mrkov – ura je bila tudi okrašena s slikami, gibajočimi kipi, avtomati in glasbeno spremljavo v obliki šestih melodij zvončka. Stimmers je poslikal velike plošče s tremi podobami Usode, Uranije, Kolosa, Nikolaja Kopernika in različnimi svetimi temami, tudi s stvarjenjem, vstajenjem od mrtvih, poslednjo sodbo in nagrado za vrline in kaznijo za pregrehe.
Na dnu ure je bil nebesni globus premera okoli 86 cm, ki ga je spremljal pelikan. Globus je bil povezan z gibanjem ure in je bil nastavljen na Strasbourgov poldnevnik.
Priljubljena značilnost nove ure je bil zlat petelin, ostanek prve ure, ki je sedel na vrhu kupole in vsak dan opoldne zabaval gledalce do leta 1640, ko ga je zadela strela.
Večino delov še vedno hranijo v Muzeju dekorativnih umetnosti.

### Tretja ura
Druga ura je prenehala delovati okoli 1788 in je stala še do leta 1838, ko je Jean-Baptiste Schwilgué (1776–1856) začel sestavljati današnjo uro. Zasnoval je nove mehanizme za zamenjavo starih. Zamišljeni so bili umetniško. Schwilgué si je vedno želel delati uro, a je dobil pogodbo šele 50 let pozneje. V tem času se je seznanil z izdelovanjem ur, matematiko in mehaniko. Eno leto je pripravljal svojih 30 delavcev. Delali so jo od leta 1838 do 24. junija 1843. Uradno je bila predstavljena 31. decembra 1842.
Ta ura ima verjetno prvo večje mehansko gregorijansko izračunavanje, ki ga je Schwilgué izdelal leta 1816. Leta 1970 je Frédéric Klinghammer naredil manjšo repliko ure.

## Model
Leta 1887 je 25-letni urar iz Sydneyja z imenom Richard Smith zgradil model tretje ure v merilu 1 : 5. Nikoli ni videl izvirnika. Delal je po brošuri, ki je opisovala merjenje časa in astronomsko vlogo. Ta model je zdaj na ogled v muzeju Powerhouse v Sydneyju v Avstraliji. 

## Podrobnosti
- Planetarna številčnica
- 24-urna številčnica
- Pogled s strani
- 12-urna ura in angel
- Naprava za izračunavanje
- Izenačitev